# Старксборо (Вермонт)
Старксборо (англ. Starksboro) — місто (англ. town) в США, в окрузі Еддісон штату Вермонт. Населення — 1756 осіб (2020).

## Демографія
Згідно з переписом 2010 року, у місті мешкало 1777 осіб у 698 домогосподарствах у складі 478 родин. Було 826 помешкань
Расовий склад населення:
| - 97,4 % — білих - 0,8 % — азіатів - 0,1 % — корінних американців - 0,1 % — чорних або афроамериканців |

До двох чи більше рас належало 1,4 %. Частка іспаномовних становила 0,6 % від усіх жителів.
За віковим діапазоном населення розподілялося таким чином: 23,8 % — особи молодші 18 років, 68,7 % — особи у віці 18—64 років, 7,5 % — особи у віці 65 років та старші. Медіана віку мешканця становила 40,2 року. На 100 осіб жіночої статі у місті припадало 105,4 чоловіків;  на 100 жінок у віці від 18 років та старших — 103,6 чоловіків також старших 18 років.
Середній дохід на одне домашнє господарство  становив 81 732 долари США (медіана — 68 980), а середній дохід на одну сім'ю — 93 662 долари (медіана — 87 083). Медіана доходів становила 45 707 доларів для чоловіків та 36 875 доларів для жінок. За межею бідності перебувало 9,9 % осіб, у тому числі 14,9 % дітей у віці до 18 років та 9,6 % осіб у віці 65 років та старших.
Цивільне працевлаштоване населення становило 1120 осіб. Основні галузі зайнятості: освіта, охорона здоров'я та соціальна допомога — 22,4 %, науковці, спеціалісти, менеджери — 14,2 %, роздрібна торгівля — 13,7 %, будівництво — 13,6 %.